# Ivan Hajniš
Ivan Hajniš (* 19. října 1947 Děčín) je český bluesový zpěvák, kytarista a hráč na foukací harmoniku. V 60. letech 20. století byl frontmanem kultovní skupiny The Primitives Group. V roce 1969 emigroval do Švédska, které zůstalo jeho domovem i po roce 1989. Roku 2016 byla skupina The Primitives Group obnovena a vydala se na turné, čítající desítky koncertů v České republice.
Ivan Hajniš vystupuje často sólově, nebo s různými příležitostnými seskupeními. Hostoval se švédskou kapelou Sir Jay & The Blue Orchestra, s Evou Pilarovou nazpíval vlastní skladbu Archa bláznů , dlouhodobě vystupoval s kapelami New Blues Band a Ivan Hajniš & Dr. T.B.C., jihočeské turné absolvoval s kapelou Southern Crazy Man. V pražské Redutě hostoval v roce 1991 na koncertu trumpetisty Wyntona Marsalise (New York), na několika koncertech s Ivanem Hajnišem vystoupil zpěvák a hráč na steel pans Lester Jackman (Trininad a Tobago).
Sólová diskografie:
1982 Lost in A Dream (EP)
1991 Blue Line (CD)
1997 Rock'N'Roll Man (CD)
2007 Best Of Ivan Hajniš
2017 Kritéria pravdivosti (CD)
Ještě v emigraci napsal knihu Emigrace Primitiva (vydaná 2014), v roce 2019 mu vyšla kniha Legenda The Primitives Group. O svých zkušenostech s komunistickým režimem a emigraci do Švédska vypovídal pro Paměť národa . Několikrát byl hostem Rádia Beat, v České televizi i na Českém rozhlase.

## Videa
Ivan Hajniš & New Blues Band https://www.youtube.com/watch?v=vsBH-IgMiWE
Ivan Hajniš & Dr. T.B.C https://www.youtube.com/watch?v=C2bY8tpfdv8
Ivan Hajniš & Southern Crazy Man https://www.youtube.com/watch?v=dWQ1-9s9rFc
Ivan Hajniš & New Blues Band & Arturo Soriano https://www.youtube.com/watch?v=mMoDupLjUiA
Ivan Hajniš & New Blues Band & Frank "Gala" Gahler https://www.youtube.com/watch?v=AqvsxPjWPlc
Ivan Hajniš Blues Band & Lester Jackman https://www.youtube.com/watch?v=m3I_8jjVDU0
Ivan Hajniš sólově https://www.youtube.com/watch?v=tfxQX4pJDZ0